# Sophie Eleonore von Sachsen

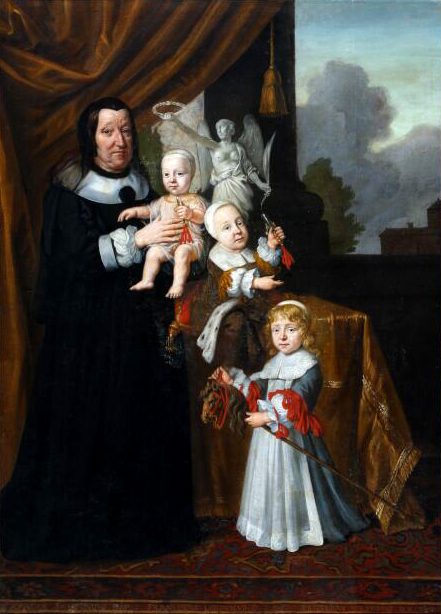
Sophie Eleonore mit ihren Enkeln, 1667, Johann Spilberg der Jüngere, Stadtmuseum Düsseldorf. Die 58-jährige Landgräfin in Witwentracht ist mit den 1663, 1664 und 1665 geborenen Söhnen Philipp Wilhelms und Elisabeth Amalie Magdalenas zu sehen: Franz Ludwig, Alexander Sigismund und Friedrich Wilhelm von der Pfalz.

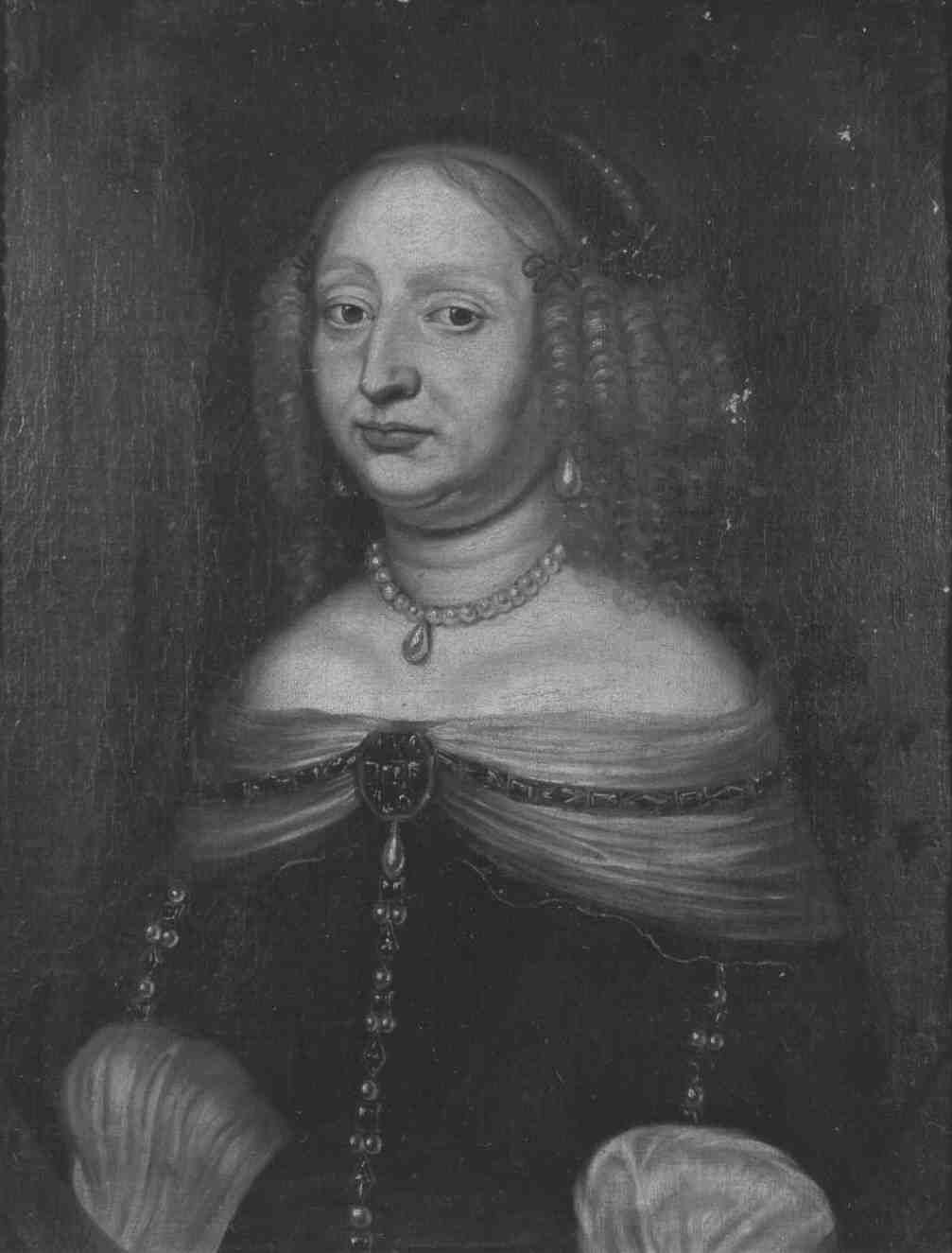
Prinzessin Sophie Eleonore von Sachsen, Landgräfin von Hessen-Darmstadt, Gemälde von Salomon Duarte

Prinzessin Sophie Eleonore von Sachsen (* 23. November 1609 in Dresden; † 2. Juni 1671 Darmstadt) aus der albertinischen Linie des Hauses Wettin war durch Heirat Landgräfin von Hessen-Darmstadt. Zudem gilt sie auch als eine Schriftstellerin des 17. Jahrhunderts.

## Leben
Sophie Eleonore war das älteste Kind des sächsischen Kurfürsten Johann Georg I. (1585–1656) aus dessen zweiter Ehe mit Prinzessin Magdalena Sibylle von Preußen (1586–1659), Tochter des Herzog Albrecht Friedrich von Preußen.
Ihre Vermählung mitten im Dreißigjährigen Krieg am 1. April 1627 auf Schloss Hartenfels in Torgau mit dem Landgrafen Georg II. von Hessen-Darmstadt (1605–1661), wurde trotz der schwierigen Zeiten, als politisch-dynastisches Ereignis aufwändig gefeiert. Anlässlich der Hochzeit wurde die erste deutsche Oper „Tragicomoedia von der Dafne“ von Heinrich Schütz uraufgeführt. Dadurch setzte sich in Europa der Brauch durch, Festlichkeiten in Fürstenkreisen musikalisch zu bereichern.
Auch auf Grund der Ehe mit Sophie Eleonore, die ihn zum Schwiegersohn des sächsischen Kurfürsten machte, gelang es Georg, dass König Gustav II. Adolf von Schweden die Neutralität Hessen-Darmstadts im Dreißigjährigen Krieg anerkannte.
Die Hessische Universitäts- und Landesbibliothek Darmstadt verdankt Sophie Eleonore einen bedeutenden Zuwachs der Sammlung, darunter auch den Thesaurus Picturarum des kurpfälzischen Kirchenrates Markus zum Lamm (1544–1606).

## Nachkommen
Aus ihrer Ehe hatte sie drei Söhne und zwölf Töchter, wobei die weiblichen Namen auf „a“ oder „e“ enden, je nach Quelle:
- Ludwig VI. (1630–1678), Landgraf von Hessen-Darmstadt

⚭ 1. 1650 Prinzessin Marie Elisabeth von Schleswig-Holstein-Gottorf (1634–1665)
⚭ 2. 1666 Prinzessin Elisabeth Dorothea von Sachsen-Gotha-Altenburg (1640–1709)
- Magdalena Sybilla (1631–1651)

- Georg (1632–1676), paragierter Landgraf von Hessen-Darmstadt-Itter

⚭ 1. 1661 Prinzessin Dorothea Augusta von Schleswig-Holstein-Sonderburg (1636–1662)
⚭ 2. 1667 Gräfin Juliane Alexandrine von Leiningen-Dagsburg-Heidesheim (1651–1703)
- Sophie Eleonore (1634–1663)

⚭ 1650 Landgraf Wilhelm Christoph von Hessen-Homburg (1625–1681)
- Elisabeth Amalie (1635–1709)

⚭ 1653 Kurfürst Philipp Wilhelm von Pfalz-Neuburg (1615–1690)
- Luise Christine (1636–1697)

⚭ 1665 Graf Christoph Ludwig I. zu Stolberg (1634–1704)
- Anna Maria (*/† 1637)
- Anna Sophie (1638–1683), Äbtissin von Quedlinburg 1681–1683
- Amalie Juliane (*/† 1639)
- Henriette Dorothea (1641–1672)

⚭ 1667 Graf Johann II. von Waldeck-Pyrmont (1623–1668)
- Johann (*/† 1643)
- Auguste Philippine (1643–1672)
- Agnes (*/† 1645)
- Marie Hedwig (1647–1680)

⚭ 1671 Herzog Bernhard I. von Sachsen-Meiningen

## Vorfahren
| Ahnentafel Sophie Eleonore von Sachsen | Ahnentafel Sophie Eleonore von Sachsen                                                            | Ahnentafel Sophie Eleonore von Sachsen                                                            | Ahnentafel Sophie Eleonore von Sachsen                                                              | Ahnentafel Sophie Eleonore von Sachsen                                                              | Ahnentafel Sophie Eleonore von Sachsen                                                                    | Ahnentafel Sophie Eleonore von Sachsen                                                                    | Ahnentafel Sophie Eleonore von Sachsen                                                                    | Ahnentafel Sophie Eleonore von Sachsen                                                                    |
| -------------------------------------- | ------------------------------------------------------------------------------------------------- | ------------------------------------------------------------------------------------------------- | --------------------------------------------------------------------------------------------------- | --------------------------------------------------------------------------------------------------- | --- | --- | --- | --- |
| Ururgroßeltern                         | Herzog Heinrich der Fromme (1473–1541) ⚭ 1512 Katharina von Mecklenburg (1487–1561)               | König Christian III. (1503–1559) ⚭ 1525 Dorothea von Sachsen-Lauenburg (1511–1571)                | Kurfürst Joachim II. (1505–1571) ⚭ 1524 Magdalene von Sachsen (1507–1534)                           | Herzog Georg von Brandenburg-Ansbach (1484–1543) ⚭ 1525 Hedwig von Münsterberg-Oels (1508–1531)     | Markgraf Friedrich II. von Brandenburg (1460–1536) ⚭ 1479 Sofia Jagiellonka (1464–1512)                   | Fürst Erich I. (1470–1540) ⚭ 1525 Elisabeth von Brandenburg (1510–1558)                                   | Herzog Johann von Jülich-Kleve-Berg (1490–1539) ⚭ 1510 Maria von Jülich-Berg (1491–1543)                  | Kaiser Ferdinand I. (1503–1564) ⚭ 1521 Anna von Böhmen und Ungarn (1503–1547)                             |
| Urgroßeltern                           | Kurfürst August von Sachsen (1526–1586) ⚭ 1548 Anna von Dänemark (1532–1585)                      | Kurfürst August von Sachsen (1526–1586) ⚭ 1548 Anna von Dänemark (1532–1585)                      | Kurfürst Johann Georg von Brandenburg (1525–1598) ⚭ 1548 Sabina von Brandenburg-Ansbach (1529–1575) | Kurfürst Johann Georg von Brandenburg (1525–1598) ⚭ 1548 Sabina von Brandenburg-Ansbach (1529–1575) | Herzog Albrecht von Preußen (1490–1568) ⚭ 1550 Anna Maria von Braunschweig (1532–1568)                    | Herzog Albrecht von Preußen (1490–1568) ⚭ 1550 Anna Maria von Braunschweig (1532–1568)                    | Herzog Wilhelm V. (1516–1592) ⚭ 1546 Maria von Österreich (1531–1581)                                     | Herzog Wilhelm V. (1516–1592) ⚭ 1546 Maria von Österreich (1531–1581)                                     |
| Großeltern                             | Kurfürst Christian I. von Sachsen (1560–1591) ⚭ 1582 Sophie von Brandenburg (1568–1622)           | Kurfürst Christian I. von Sachsen (1560–1591) ⚭ 1582 Sophie von Brandenburg (1568–1622)           | Kurfürst Christian I. von Sachsen (1560–1591) ⚭ 1582 Sophie von Brandenburg (1568–1622)             | Kurfürst Christian I. von Sachsen (1560–1591) ⚭ 1582 Sophie von Brandenburg (1568–1622)             | Herzog Albrecht Friedrich von Preußen (1553–1618) ⚭ 1573 Marie Eleonore von Jülich-Kleve-Berg (1550–1608) | Herzog Albrecht Friedrich von Preußen (1553–1618) ⚭ 1573 Marie Eleonore von Jülich-Kleve-Berg (1550–1608) | Herzog Albrecht Friedrich von Preußen (1553–1618) ⚭ 1573 Marie Eleonore von Jülich-Kleve-Berg (1550–1608) | Herzog Albrecht Friedrich von Preußen (1553–1618) ⚭ 1573 Marie Eleonore von Jülich-Kleve-Berg (1550–1608) |
| Eltern                                 | Kurfürst Johann Georg I. von Sachsen (1585–1656) ⚭ 1607 Magdalena Sibylle von Preußen (1586–1659) | Kurfürst Johann Georg I. von Sachsen (1585–1656) ⚭ 1607 Magdalena Sibylle von Preußen (1586–1659) | Kurfürst Johann Georg I. von Sachsen (1585–1656) ⚭ 1607 Magdalena Sibylle von Preußen (1586–1659)   | Kurfürst Johann Georg I. von Sachsen (1585–1656) ⚭ 1607 Magdalena Sibylle von Preußen (1586–1659)   | Kurfürst Johann Georg I. von Sachsen (1585–1656) ⚭ 1607 Magdalena Sibylle von Preußen (1586–1659)         | Kurfürst Johann Georg I. von Sachsen (1585–1656) ⚭ 1607 Magdalena Sibylle von Preußen (1586–1659)         | Kurfürst Johann Georg I. von Sachsen (1585–1656) ⚭ 1607 Magdalena Sibylle von Preußen (1586–1659)         | Kurfürst Johann Georg I. von Sachsen (1585–1656) ⚭ 1607 Magdalena Sibylle von Preußen (1586–1659)         |
| Sophie Eleonore von Sachsen            |                                                                                                   |                                                                                                   | | | | | | |

## Werk
Sophie Eleonore war zudem auch dichterisch tätig. Sie wirkte bei mehreren Gelegenheitsschriften mit. So beteiligte sie sich etwa an dem Ehrengedächtnis auf den Tod ihres Vaters Johann Georg I. Darüber hinaus nennen ältere Quellen vier eigenständige Werke, die heute katalogisch allerdings nicht mehr ermittelbar sind.

## Schriften (Auswahl)
In dem Lexika Schriftstellerinnen, Künstlerinnen und gelehrte Frauen des deutschen Barock sind folgende eigenständige Werke von Sophie Eleonore aufgelistet:
- Andächtige Hertzens-Seufftzer (Gebete auf alle Sonnund Festtage).
- Der Freudenspiegel des ewigen Lebens.
- Sterbensgedancken.
- Summarien über die Bibel (anonym erschienen).